# 국가 무신론
국가 무신론(國家無神論, state atheism)이란 무신론의 관점에서 모든 종교활동을 부정하는 국가 정책을 말한다.

## 공산국가들의 무신론정책
역사상 정책적으로 무신론주의를 국가 이념으로 선포한 곳은 엔베르 호자 정권 하의 알바니아 사회주의 인민 공화국뿐이었으나, 많은 공산주의 국가들이 호자가 취했던 정책과 맥을 같이 하는 종교에 대한 부정, 종교기관 및 지도자, 신도 및 관습에 대한 부정 또는 탄압행위를 취했다.
레닌이 "신을 말하는 자들은 어리석다"고 말하며 무신론을 주장한 바 있으며, 구소련은 러시아 제국에서 사회 전반에 영향력을 행사하던 러시아 정교회의 특권을 박탈하고 정교회 신부와 주교들을 처형하여 기독교를 탄압했다. 하지만 현존하는 공산국가에서 국가무신론 정책은 종교의 자유를 인정하되 국가에서 통제하는 실용적인 경향을 갖고 있다.

## 국가무신론주의와 구분되는 주의
국가 무신론주의는 종교가 정치에 관여하는 것을 금하거나 종교권력을 제한하는 반교권주의 또는 세속주의와는 구별되어야 한다. 또한 이슬람 국가들에게서 나타나는 국가내의 다수 종교가 소수 종교를 탄압하는 종교 탄압과도 구별되어야 한다.

## 같이 보기
- 반교권주의
- 반종교주의
- 시민 종교
- 종교사
- 공포 정치
- 종교 박해
- 세속주의
- 세속화
- 국교